# Sanhai
Sanhai (kinesiska: 三海, 三海镇) är en köping i Kina. Den ligger i den autonoma regionen Guangxi, i den södra delen av landet, omkring 110 kilometer sydost om regionhuvudstaden Nanning.
Genomsnittlig årsnederbörd är 2 386 millimeter. Den regnigaste månaden är juli, med i genomsnitt 436 mm nederbörd, och den torraste är januari, med 40 mm nederbörd.